# Anastrepha curvicauda
| Reino      | Animalia                |
| Filo       | Arthropada              |
| Subfamília | Hexapoda                |
| Classe     | insecta                 |
| Ordem      | Diptera                 |
| Família    | Tephritidae             |
| Gênero     | Toxotrypana Gerstaecker |

## Mosca-do-mamão, Mosca de la fruta papaya, papaya fruit fly
Segundo (Mingoti et al., 2022a) É conhecida como mosca - das – frutas do mamão, é uma espécie exótica, no momento presente, é possível localizá-la na América do Norte, América Central e Caribe. Na América do Sul, ela está presente nos seguintes países; Colômbia e Venezuela. É uma praga Quarentenária ausente (PQA), ou seja, não há relatos da presença dela no Brasil. Ela é uma praga que pode causar prejuízos aos cultivos dos Carica papaya (mamão), Gonolobus, (A.DC.) I.M.Johnst., Mangifera indica (manga), consequentemente afetando à economia.  
(Mingoti et al., 2022b) fizeram um levantamento das áreas brasileiras que são favoráveis ao estabelecimento desse inseto, os maiores municípios prováveis estão localizados no Estado de Minas Gerais, São Paulo, Paraná, Bahia, Espírito Santo, Rio Grande do Sul e Alagoas. Os Estados brasileiros próximos da Colômbia e Venezuela tem maior propensão do estabelecimento dessa praga. Portanto, é fundamental o monitoramento nas fruteiras dessa região, principalmente nos Estados próximos aos países vizinhos.  
Conforme (Pérez et al., 2006) as fêmeas apresentaram as pupárias mais longas e pesadas em relação as purpárias masculinas, mas possuem larguras e o período de purpária semelhantes. As fêmeas adultas também tinham pesos maiores que os machos adultos, ambos possuem período de longevidade parecidos. A longevidade das fêmeas são questões de poucos dias superior aos machos, as fêmeas têm sua longevidade variando de 2- 59 dias e os machos de 2 a 55 dias. O peso da pupa das fêmeas também tem influência na quantidade de ovos corionados, quanto mais pesados mais ovos, e quanto mais velha a fêmea, maior é a quantidade de ovos, os ovos aparecem após dois 2 do surgimento da fêmea, elas podem chegar a colocar até 100 ovos.  
Em relação a oviposição, as fêmeas possuem um longo ovipositor e insere ele no lúmen do fruto. Quando os ovos eclodem, as larvas se alimentam da semente e da polpa, as larvas têm preferência pelas sementes do fruto. Quando as larvas completam seu desenvolvimento, elas saem do fruto e procuram se estabelecer no solo (dentro do solo) para empupar. O período da emergência dos adultos é por volta de duas a seis semanas, dependem da umidade e temperatura do solo. (Silva et al., ([s.d.])) 
Os machos passam maior parte do tempo na planta hospedeira, lá eles liberam feromônio sexual (2-metil6-vinilpirazina) para atrair parceiras, toda a corte e cúpula ocorre na planta hospedeira. A dispersão dos insetos adultos é por meio de voos nos pomares, o seu deslocamento entre regiões ou até mesmo países acontece por meio da dispersão assistida pelo homem (deslocamento de fruto infectado) (Silva et al., ([s.d.])).  

## REFERÊNCIAS
Silva et al., ([s.d.]). Toxotrypana curvicauda Gerstaecker. Gov.br. Recuperado 7 de fevereiro de 2025, de https://www.gov.br/agricultura/pt-br/assuntos/sanidade-animal-e-vegetal/sanidade-vegetal/planos-de-contingencia-pragas-ausentes/ToxotrypanacurvicaudaLivroPragasPriorizadas_1ed2018213227.pdf
Jiménez-pérez, A., & Villa-Ayala, P. (2006). Size, fecundity, and gonadic maturation of Toxotrypana curvicauda (Diptera: Tephritidae). The Florida Entomologist, 89(2), 194–198. https://doi.org/10.1653/0015-4040(2006)89[194:sfagmo]2.0.co;2 
MINGOTI, R. et al. Prospecção de áreas brasileiras favoráveis à Anastrepha curvicauda em fruteiras de mamão ou manga Palavras-chave: praga quarentenária ausente; zoneamento; defesa fitossanitária. [s.l: s.n.]. Disponível em: <https://www.alice.cnptia.embrapa.br/alice/bitstream/doc/1150559/1/RA-PessoaMCPY-et-al-XXVIII-CBE-2022-p905.pdf>. Acesso em: 3 fev. 2025.